# Kurzyniec
Kurzyniec lub Kogucia Ostroga (niem. Hahnenschleife, 528 m n.p.m.) – wzniesienie w południowo-zachodniej Polsce, w paśmie Gór Bardzkich, w Sudetach Środkowych.

## Położenie
Wzniesienie położone jest w Sudetach Środkowych, w północno-zachodniej części Grzbietu Wschodniego Gór Bardzkich, na krótkim grzbiecie odchodzącym od Bardzkiej Góry w kierunku północno-wschodnim stanowiąc jego kulminację. Wznosi się na południowy zachód od centrum Barda.

## Charakterystyka
Wzniesienie o wyraźnie zaznaczonym wierzchołku, wznosi się na północnym krańcu Grzbietu Wschodniego, na północny wschód od Bardzkiej Góry, w postaci małego kopulastego wału o stromo opadających południowych, wschodnich i północnych zboczach. Wzniesienie od Bardzkiej Góry, oddzielone  jest płytką przełęczą 495 m n.p.m. Zbudowane jest z dolnokarbońskich szarogłazów i łupków ilastych, miejscami przechodzących w mułowce, należących do struktury bardzkiej.
Położenie oraz mało wyniesiony wierzchołek, czynią górę trudno rozpoznawalną w terenie.
Cały szczyt i zbocza porastają rozległe lasy głównie świerkowe z domieszką buka i innych gatunków drzew liściastych oraz cisów i modrzewi. Jedynie u północnego podnóża, nad brzegiem Nysy Kłodzkiej, ciągną się łąki i gdzieniegdzie zagajniki. Wschodnim i zachodnim zboczem poniżej szczytu przebiegają leśne dróżki. Północnym zboczem wzniesienia na szczyt Bardzkiej Góry, Kalwarii, prowadzi z Janowca Polska Droga Krzyżowa, zbudowana po 1810 roku, gdy tereny należące do opactwa cystersów z Kamieńca Ząbkowickiego zostały przejęte przez rząd pruski, w ramach sekularyzacji.

## Szlaki turystyczne
Północnym i wschodnim zboczem wzniesienia prowadzi szlak turystyczny:
- – zielony z Barda przez Laskówkę do Złotego Stoku i dalej[1].